# Route nationale 3b (Madagaskar)

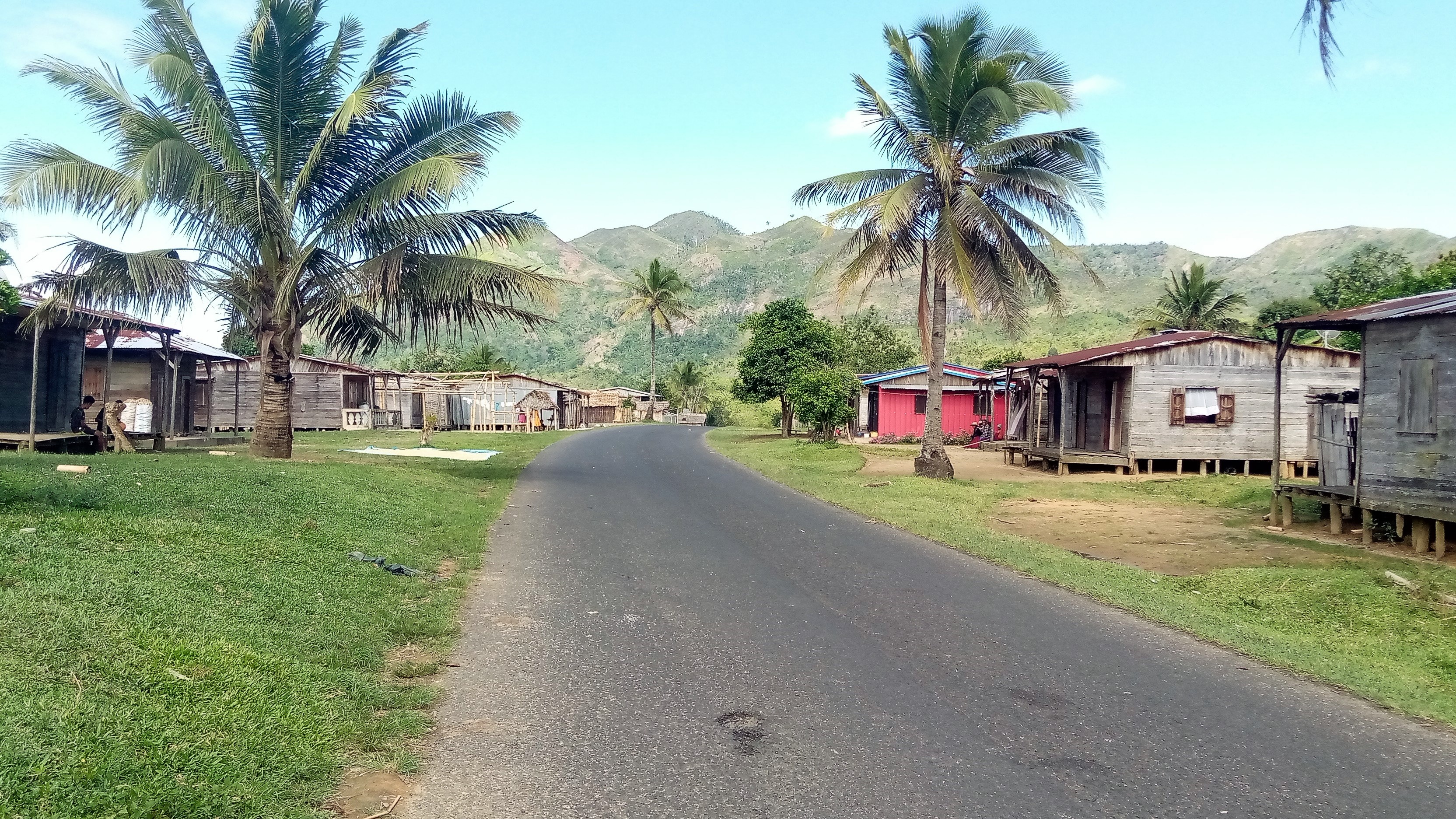
Die Route nationale 3b in Maevatanana (2021)

Die Route nationale 3b (RN 3b) ist eine 106 km lange befestigte Nationalstraße in der Provinz Sava im Nordosten von Madagaskar. Sie zweigt bei Sambava von der RN 5a ab und führt in südwestlicher Richtung nach Andapa.